# Ратианидзе, Артур Львович
Артур Львович Ратианидзе (21 сентября 1937, Монино, Московская область — 10 февраля 2023) — советский гандболист, вратарь; российский тренер и педагог.

## Биография
Родился 21 сентября 1937 года в посёлке Монино Ногинского района Московской области (сейчас в Щёлковском городском округе).
Играл в гандбол на позиции вратаря. Выступал за тбилисский «Буревестник», в составе которого в 1962 году выиграл первый чемпионат СССР по гандболу 7х7.
Провёл за сборную СССР 12 матчей.
По окончании игровой карьеры работал тренером и преподавателем, трудился в московской СДЮСШОР № 53 «Вешняки». Среди его воспитанниц — серебряный призёр летних Олимпийских игр, двукратная чемпионка мира Мария Сидорова. Кандидат педагогических наук (тема «Вопросы технической и тактической подготовки вратаря в гандболе и методика его обучения», 1975), доцент.
Был председателем тренерского совета Федерации гандбола СССР.
Написал в соавторстве методические пособия «Совершенствование физических и психологических качеств слушателей средствами спортивных игр» (совместно с И. П. Кудрявцевым, А. С. Жуковым, Ю. В. Харитоновым, 1977), «Игра гандбольного вратаря» (совместно с Владимиром Марищуком, 1981) и «Обучение и тренировка гандбольного вратаря» (совместно с Эдуардом Борисовым, 2011). Автор ряда научных работ и справочников.
Заслуженный тренер РСФСР. Отличник физической культуры и спорта.
Награждён медалью «За трудовую доблесть».
Умер 10 февраля 2023 года.